# Alexeï Rastvortsev
Alexeï Petrovitch Rastvortsev (en russe : Алексей Петрович Растворцев), né le 8 août 1978 à Belgorod, est un ancien joueur russe de handball.

## Palmarès

### Équipe nationale
Jeux olympiques

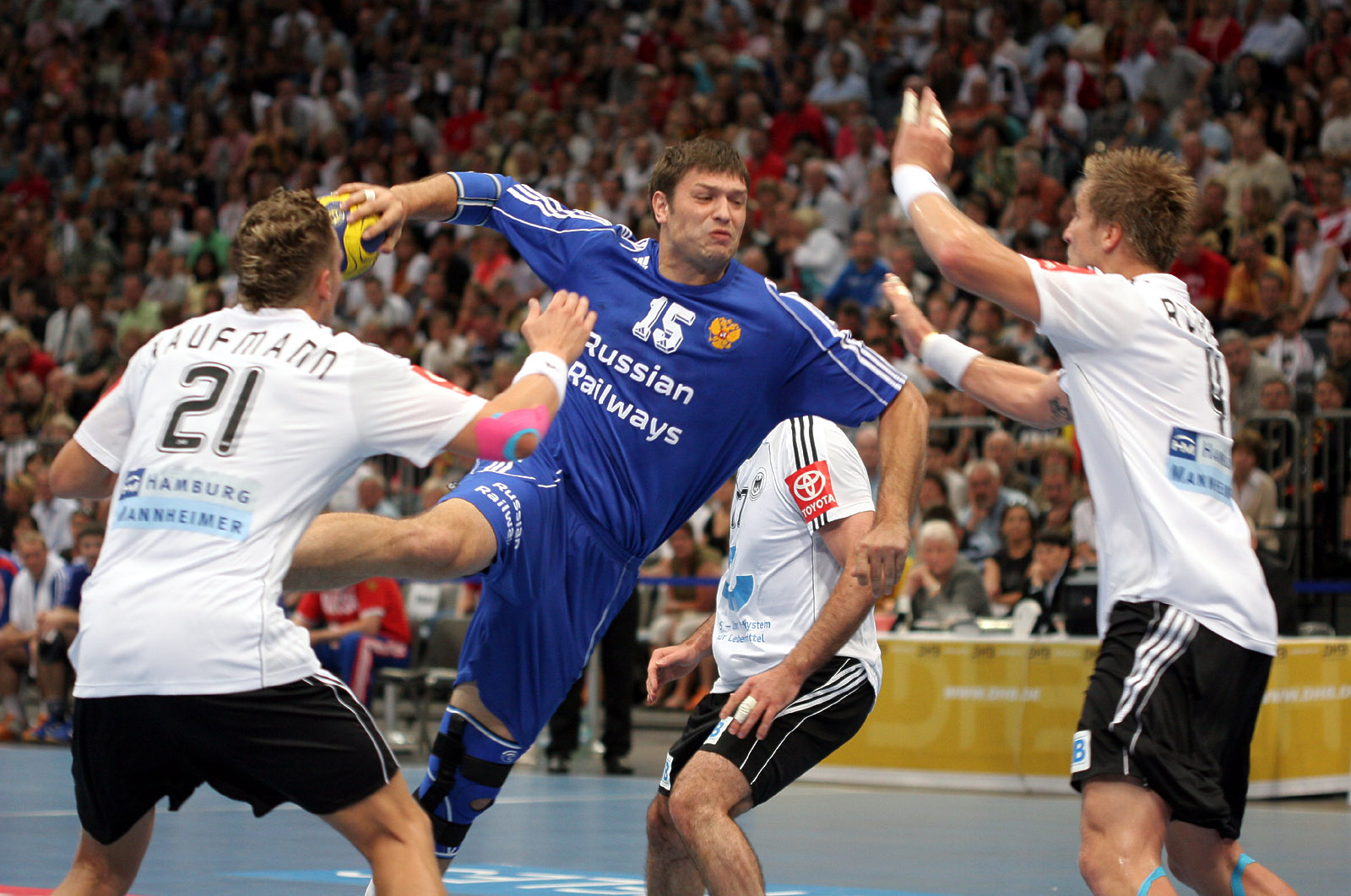
Alexeï Rastvorzev sous le maillot russe lors d'un match face à l'Allemagne.

- Médaille de bronze aux Jeux olympiques de 2004 à Athènes,  Grèce
- 7e place aux Jeux olympiques de 2008 à Pékin,  Chine

Championnats du monde
- 5e place au Championnat du monde 2003
- 8e place au Championnat du monde 2005
- 6e place au Championnat du monde 2007
- 16e place au Championnat du monde 2009
- 7e place au Championnat du monde 2013

Championnats d'Europe
- 5e place au Championnat d'Europe 2004
- 6e place au Championnat d'Europe 2006
- 14e place au Championnat d'Europe 2008
- 12e place au Championnat d'Europe 2010
- 15e place au Championnat d'Europe 2012

### Club
Compétitions internationales
- Vainqueur de la Coupe d'Europe des vainqueurs de coupe (1) : 2006
- Demi-finaliste de la Ligue des champions : 2010
  - quart-de-finaliste en 2009 et 2011

Compétitions transnationales
- Vainqueur de la Ligue SEHA (1) : 2014

Compétitions nationales
- Vainqueur du Champion de Russie (10) : 2004, 2005, 2006, 2007, 2008, 2009, 2010, 2011, 2012, 2013
- Vainqueur de la Coupe de Russie (5) : 2009, 2010, 2011, 2012, 2013
- Vainqueur du Championnat de Macédoine (1) : 2015
- Vainqueur de la Coupe de Macédoine (2) : 2014, 2015
- Vainqueur du Championnat de Serbie (1) : 2016